# Listă de seriale științifico-fantastice
Aceasta este o listă de seriale de televiziune științifico-fantastice, serii de filme de televiziune (inclusiv serialele de animație) - în ordine alfabetică:

## A
- A for Andromeda
- Andromeda
- Alcatraz
- Alcoa Presents: One Step Beyond
- Alien Encounters, miniserie sf documentară
- Alien Nation
- Alphas
- Altered Carbon (2017)
- Avatar: Legenda lui Aang (animație)
- Avenue 5 (2020-21)

## B
- Babylon 5
- Batman (franciză)
- Battlestar Galactica (franciză)
- Battlestar Galactica (film serial din 2004)
- Ben 10: Echipa extraterestră
- Big Bad Beetleborgs
- Bionic Woman
- Buffy, spaima vampirilor

## C
- Capcana timpului (Quantum Leap)
- Caprica
- Captain Video and His Video Rangers
- Călătorii în lumi paralele (Sliders)
- Călătoriile lui Gulliver (franciză)
- Cei 4400
- Cinci zile până mori
- Continuum
- Cronicile Heavy Metal (Métal Hurlant Chronicles)
- Crusade

## D
- Dark Skies (1996–1997)
- Day of the Triffids, The (franciză)
- Debris
- Dragă, am micșorat copiii!
- Doctor Who (franciză)
- Dosarele X

## E
- Earth 2 (1994–1995)
- El Ministerio del Tiempo (Jocurile timpului)
- Eternautul  (2025-)
- Eureka

## F
- Falling Skies
- Fantastic Four (franciză)
- Firefly
- Flash Gordon (franciză)
- FlashForward (Amintiri din viitor)
- Frank Herbert's Dune (franciză)
- Frankenstein (franciză)
- Fringe

## G
- Godzilla (franciză)
- Gundam (franciză)

## H
- Harsh Realm
- Heroes (2006–2010)
- Homeboys in Outer Space (1996 - 1997)
- Highlander (Nemuritorul) (franciză)
- Incredible Hulk, The (franciză)

## I
- Inspector Gadget (franciză)
- Insula misterioasă (franciză)
  - Insula misterioasă, film serial din 1951
- Invadatorii (The Invaders)
- Iron Man (franciză)

## J
- Jericho
- Jonny Quest
- Journey to the Center of the Earth (franciză)

## K
- K-9
- Kyle XY
- Kamen Rider

## L
- La Limita Imposibilului
- Lexx

## M
- Masters of Science Fiction (2007)
- Meteor XL5 (Fireball XL5)
- The Mist (din 2017)
- My Favorite Martian (1963-1966)
- Mystery Science Theater 3000 (1988-1999)
- Mortal Kombat (franciză)
- Misfits

## N
- Naufragiații (Lost)

## O
- Omul invizibil (franciză)
- Out of the Unknown

## P
- Pământ: Conflict final
- Pierduți în spațiu (Lost In Space)
- Piticul roșu (Red Dwarf)
- Planeta giganților (Land of the Giants) (1968-1970)
- Planeta maimuțelor (1974)
- Poltergeist: The Legacy (1996–1999)
- Power Rangers (franciză)
- Project Blue Book
- First Wave (Prima invazie) (1998-2001)
- Raumpatrouille – Die phantastischen Abenteuer des Raumschiffes Orion (cu sensul de Patrula spațială - Aventurile fantastice ale navei spațiale Orion)

## R
- Război intergalactic (Farscape) (1999–2003)
- Războiul lumilor (serie din 2019) (War of the Worlds)
- Războiul lumilor (miniserie din 2019) (War of the Worlds)
- Refugiul (Sanctuary)
- Resident Alien
- RoboCop (franciză)
- Roswell (serial TV)

## S
- Salvage Marines
- Smallville
- Space: 1999
- Star Trek (franciză)
- Star Wars (franciză)
- Stargate  (franciză)
- Steins;Gate
- Stranger Things
- Superman (franciză)
- Surface (2005-2006)

## T
- Terra Nova
- The Quatermass Experiment
- Timeless
- Tunelul Timpului (The Time Tunnel) (1966-1967)
- Twin Peaks

## U
- UFO
- Under the Dome (2013)

## V
- Vaporul (El Barco) (2011)
- VR Troopers

## X
- X-Men (franciză)

## Z
- Zona crepusculară (serial TV din 1959)